# Es Talaier
La platja des Talaier està situada a l'illa de Menorca i concretament al sud del municipi de Ciutadella de Menorca.

## Descripció
Està a 13 quilòmetres de Ciutadella, situada entre la punta des Pinar i punta de na Bruna i sota de la Talaia d'Artrutx.
Aquest racó costaner resulta d'un entrant de mar que quan toca terra dona lloc a una platja orientada cap a l'oest i a una màniga de mar petita sense arena cap a l'est, separades per un sortint rocós en forma de falca.
És de dimensions diminutes i té talús de fina arena blanca. Envoltada d'un pinar frondós proper a la vorera i un sistema dunar que ocupa la part posterior. El seu fons és d'arena i algues i té un pendent suau. L'afluència de banyistes és baixa.
Les condicions marines i subaquàtiques desaconsellen fondejar embarcacions en aquesta estreta cala.
L'accés per carretera és senzill fins a Son Saura. El vehicle particular es podrà estacionar de manera gratuïta a l'aparcament de Son Saura. Des d'aquí s'haurà de prendre el camí de cavalls en direcció cap a l'est i s'arribarà a Platja des Talaier després de caminar uns 20 minuts.